# جورج مورغان (سياسي)
جورج مورغان (بالإنجليزية: George Morgan)‏ هو سياسي أمريكي، ولد في 16 يوليو 1816، وتوفي في 21 سبتمبر 1879. حزبياً، نشط في الحزب الديمقراطي. وقد انتخب عضو مجلس ولاية نيويورك.